# Parafia św. Piotra i Pawła w Pruszkowie
Parafia św. Piotra i Pawła w Pruszkowie – parafia greckokatolicka w Pruszkowie, w dekanacie warszawsko-łódzkim archieparchii przemysko-warszawskiej. Nie posiada własnej świątyni, korzysta z rzymskokatolickiego kościoła św. Józefa Oblubieńca NMP, będącego również siedzibą parafii rzymskokatolickiej. Została powołana 2 czerwca 2022 roku.